# The Best Band You Never Heard in Your Life
The Best Band You Never Heard in Your Life es un doble álbum en directo del músico y compositor Frank Zappa editado en 1991. El álbum fue uno de los tres grabados durante la gira mundial de 1988, junto a Broadway the Hard Way y Make a Jazz Noise Here. Cada uno de estos tres álbumes tiene un enfoque totalmente diferente, Make a Jazz Noise Here está repleto de clásicos de Zappa, mientras que éste se enfoca a versiones de otros artistas y a ciertos temas de la primera época de Zappa. Se reeditó en 1995, al igual que el resto de su material anterior.

## Lista de canciones
Todas las canciones compuestas por Frank Zappa, excepto donde se indique lo contrario.

### Disco 1
1. "Heavy Duty Judy" – 6:04
2. "Ring of Fire" (Merle Kilgore, June Carter) – 2:00
3. "Cosmik Debris" – 4:32
4. "Find Her Finer" – 2:42
5. "Who Needs the Peace Corps?" – 2:40
6. "I Left My Heart in San Francisco" (George C. Cory, Jr., Douglas Cross) – 0:36
7. "Zomby Woof" – 5:41
8. "Boléro" (Maurice Ravel) – 5:19
9. "Zoot Allures" – 7:07
10. "Mr. Green Genes" – 3:40
11. "Florentine Pogen" – 7:11
12. "Andy" – 5:51
13. "Inca Roads" – 8:19
14. "Sofa No. 1" – 2:49

### Disco 2
1. "Purple Haze" (Jimi Hendrix) – 2:27
2. "Sunshine of Your Love" (Pete Brown, Jack Bruce, Eric Clapton) – 2:30
3. "Let's Move to Cleveland" – 5:51
4. "When Irish Eyes Are Smiling" (Ernest Ball, George Graff, Chancellor Olcott) – 0:46
5. ""Godfather Part II" Theme" (Nino Rota) – 0:30
6. "A Few Moments with Brother A. West" (Brother A. West, Zappa) – 4:00
7. "The Torture Never Stops, Pt. 1" – 5:19
8. "Theme from "Bonanza"" (Ray Evans, Jay Livingston) – 0:28
9. "Lonesome Cowboy Burt" (versión Swaggart) – 4:54
10. "The Torture Never Stops, Pt. 2" – 10:47
11. "More Trouble Every Day" (versión Swaggart) – 5:28
12. "Penguin in Bondage" (versión Swaggart) – 5:05
13. "The Eric Dolphy Memorial Barbecue" – 9:18
14. "Stairway to Heaven" (Jimmy Page, Robert Plant) – 9:19

- La edición europea del álbum omite "Bolero" por las objeciones de los herederos de Maurice Ravel por la versión de Zappa.

## Personal

### Músicos
- Frank Zappa – sintetizador, guitarra, teclados, voz
- Paul Carman – saxofón alto, saxofón barítono, saxofón soprano
- Bruce Fowler – trombón
- Walt Fowler – sintetizador, trompeta, fliscorno
- Mike Keneally – sintetizador, guitarra, guitarra rítmica, voz
- Ed Mann – percusión, marimba, vibráfono, percusión
- Bobby Martin – teclados, saxofón, voz
- Kurt McGettrick – saxofón, saxofón barítono, clarinete
- Scott Thunes – sintetizador, bajo, voz, minimoog
- Chad Wackerman – batería, voz, percusión
- Ike Willis – sintetizador, guitarra, guitarra rítmica, voz
- Albert Wing – saxofón tenor

### Producción
- Frank Zappa – producción, edición, arreglos, compilación
- Bob Stone – ingeniero supervisor